# Tela (ort)
Tela är en ort i Honduras.   Den ligger i departementet Atlántida, i den nordvästra delen av landet, 190 km norr om huvudstaden Tegucigalpa. Tela ligger 27 meter över havet och antalet invånare är 29 325.
Terrängen runt Tela är kuperad åt sydost, men norrut är den platt. Havet är nära Tela norrut. Runt Tela är det ganska glesbefolkat, med 34 invånare per kvadratkilometer. Tela är det största samhället i trakten. Omgivningarna runt Tela är en mosaik av jordbruksmark och naturlig växtlighet.